# The Scar (film 1919)
The Scar è un film muto del 1919 diretto da Frank Hall Crane. Film perduto, fu sceneggiato da Hamilton Smith e prodotto dalla World Film. Aveva come interpreti Kitty Gordon, Irving Cummings, Jennie Ellison, Eric Mayne, Frank Farrington.

## Trama
Cora, un'avventuriera spagnola, è l'oggetto di un duello tra l'americano George Reynolds e lo spagnolo Valdez. Valdez resta ferito e Reynolds prende Cora con sé. Di ritorno negli Stati Uniti, la sistema in una villetta nella quale la visita spesso. Ma, quando scopre che Cora ha una relazione con il suo amico Caryl Haskill, si trova a lottare con lei. Cora resta ferita da un colpo di revolver partito accidentalmente e Reynolds, arrestato, viene condannato. La donna, allora, quando lo vede ai lavori forzati non perde occasione per prendersi beffe di lui. Dopo qualche tempo, Cora se ne va a New York dove apre una sala da gioco. Caryl, preso dalla passione, passa il suo tempo a giocare d'azzardo nel saloon di Cora, finendo per rovinarsi completamente. Disperato, si suicida. Reynolds, rilasciato sulla parola, si sposa con Frances Tabor. Ma non riesce a trovare la tranquillità perché Cora è avida di vendetta: cerca di sfasciare l'unione di Reynolds con Frances e di farlo arrestare, ma senza successo. In preda alla follia, Cora finirà per essere internata in manicomio.

## Produzione
Il film fu prodotto dalla World Film.

## Distribuzione
Il copyright del film, richiesto dalla World Film Corp., fu registrato il 14 aprile 1919 con il numero LU13621. Lo stesso giorno il film uscì nelle sale cinematografiche statunitensi distribuito dalla World Film.
Non si conoscono copie ancora esistenti della pellicola che viene considerata presumibilmente perduta.